# 5303 Parijskij
5303 Parijskij eller 1978 TT2 är en asteroid i huvudbältet som upptäcktes den 3 oktober 1978 av den rysk-sovjetiske astronomen Nikolaj Tjernych vid Krims astrofysiska observatorium på Krim. Den har fått sitt namn efter astronomen Yurij N. Parijskij.
Asteroiden har en diameter på ungefär 8 kilometer och den tillhör asteroidgruppen Koronis.